# 羽田出入口
羽田出入口（はねだでいりぐち）は、東京都大田区にある首都高速1号羽田線の出入口である。上下線双方の出口・入口とも設置されているフルインターチェンジである。
実質的には、本出入口南側の高速大師橋で1号羽田線に接続する神奈川1号横羽線の出入口を兼ねている。

## 歴史
- 1966年（昭和41年）12月21日 : 供用開始。
- 2018年（平成30年）5月14日 : 上り線（東京方面）入口が長期間閉鎖（料金所設置工事のため）[1]。
- 2019年（令和元年）5月31日 : 上り線入口の閉鎖解除[2]。

## 標識の表示
出口
- 出口: 羽田
- 番号
  - 東京方面: 109
  - 横浜方面: 150
- 方面: Haneda 蒲田 環八通り

入口
- 入口: 羽田
- 番号
  - 東京方面: 109
  - 横浜方面: 150

## ギャラリー
- 東京方面

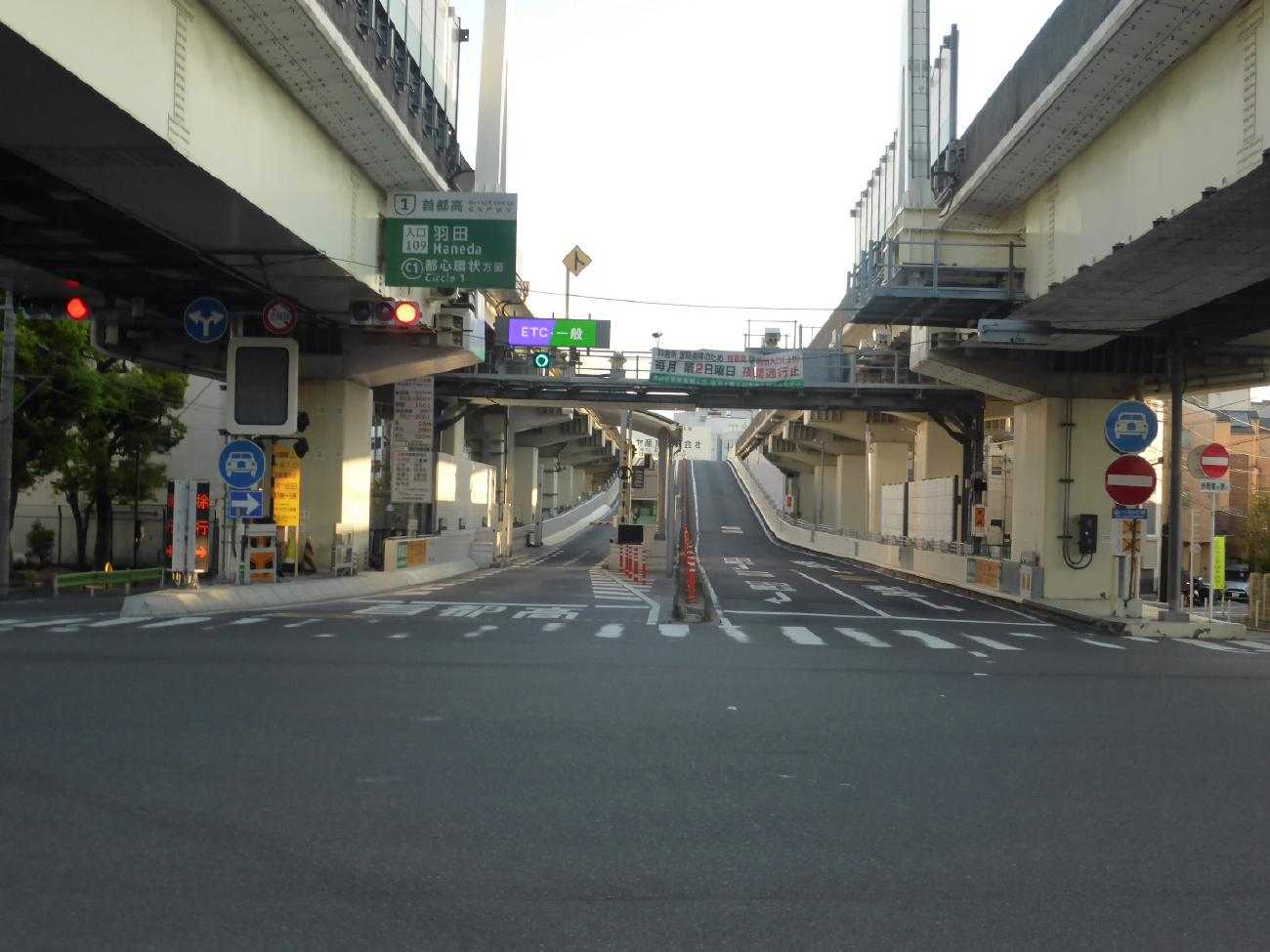
首都高速1号羽田線の羽田出入口全景
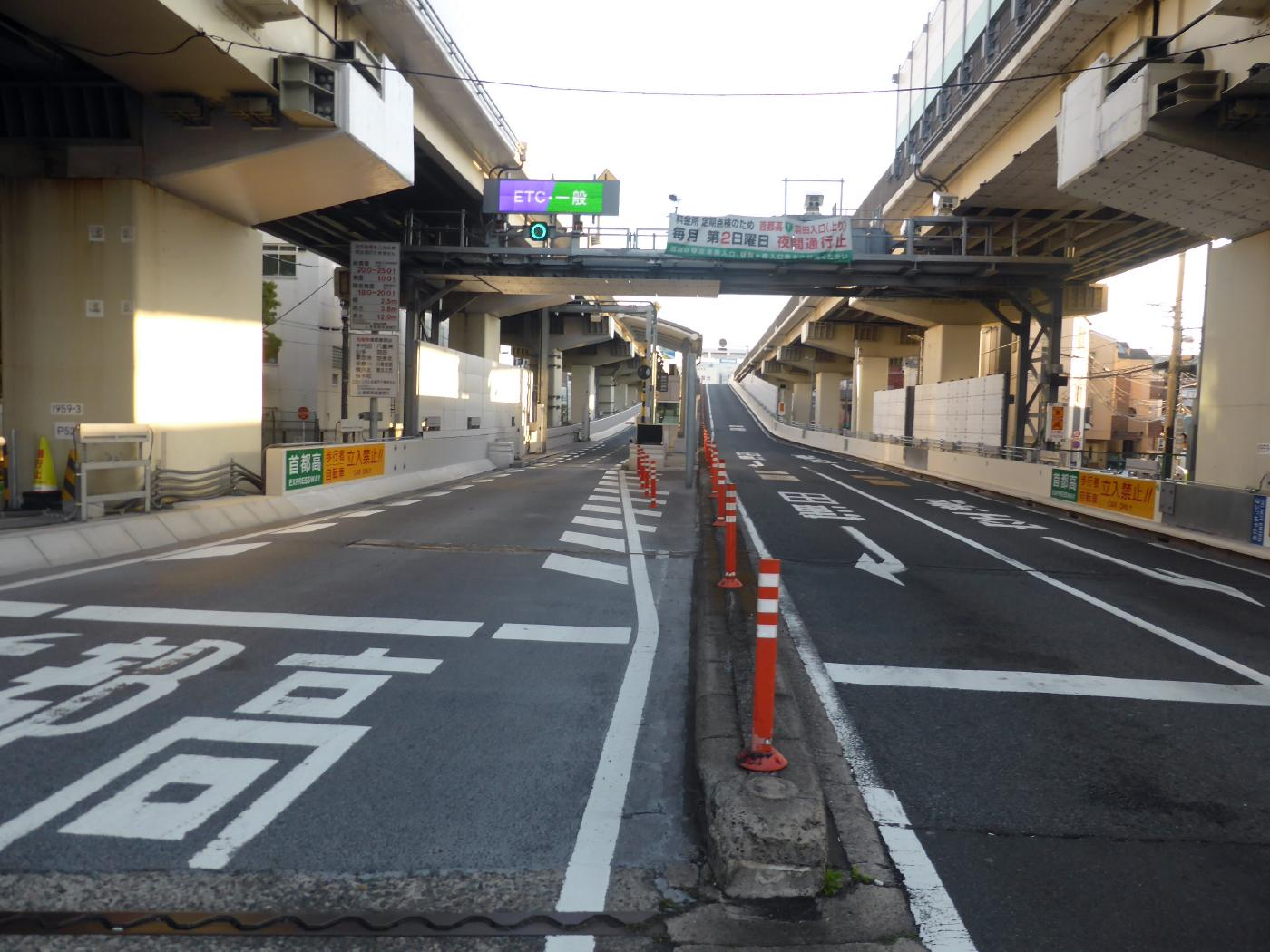
羽田入口（左側）と羽田出口（右側）
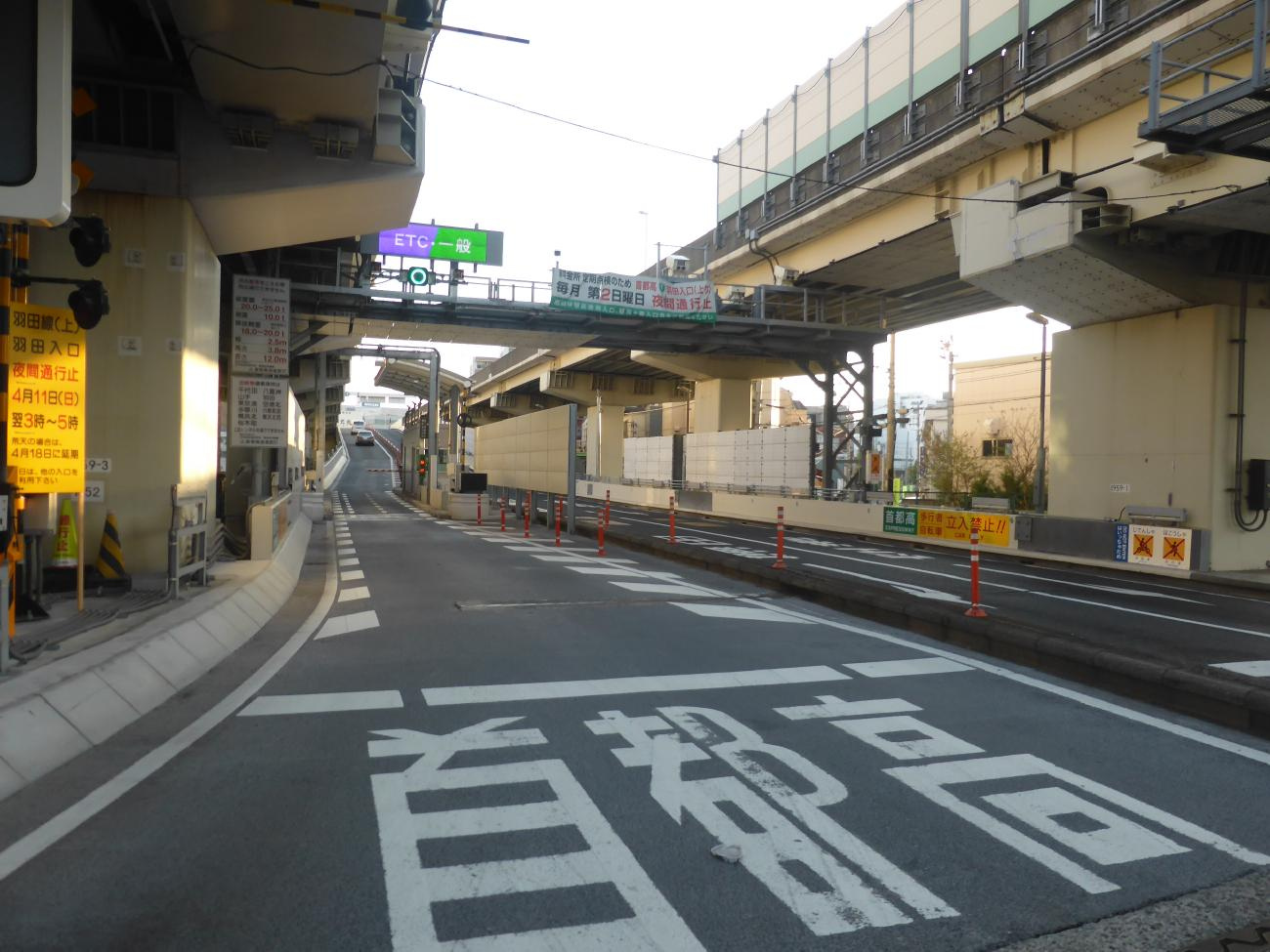
高速1号羽田線の羽田入口（109）
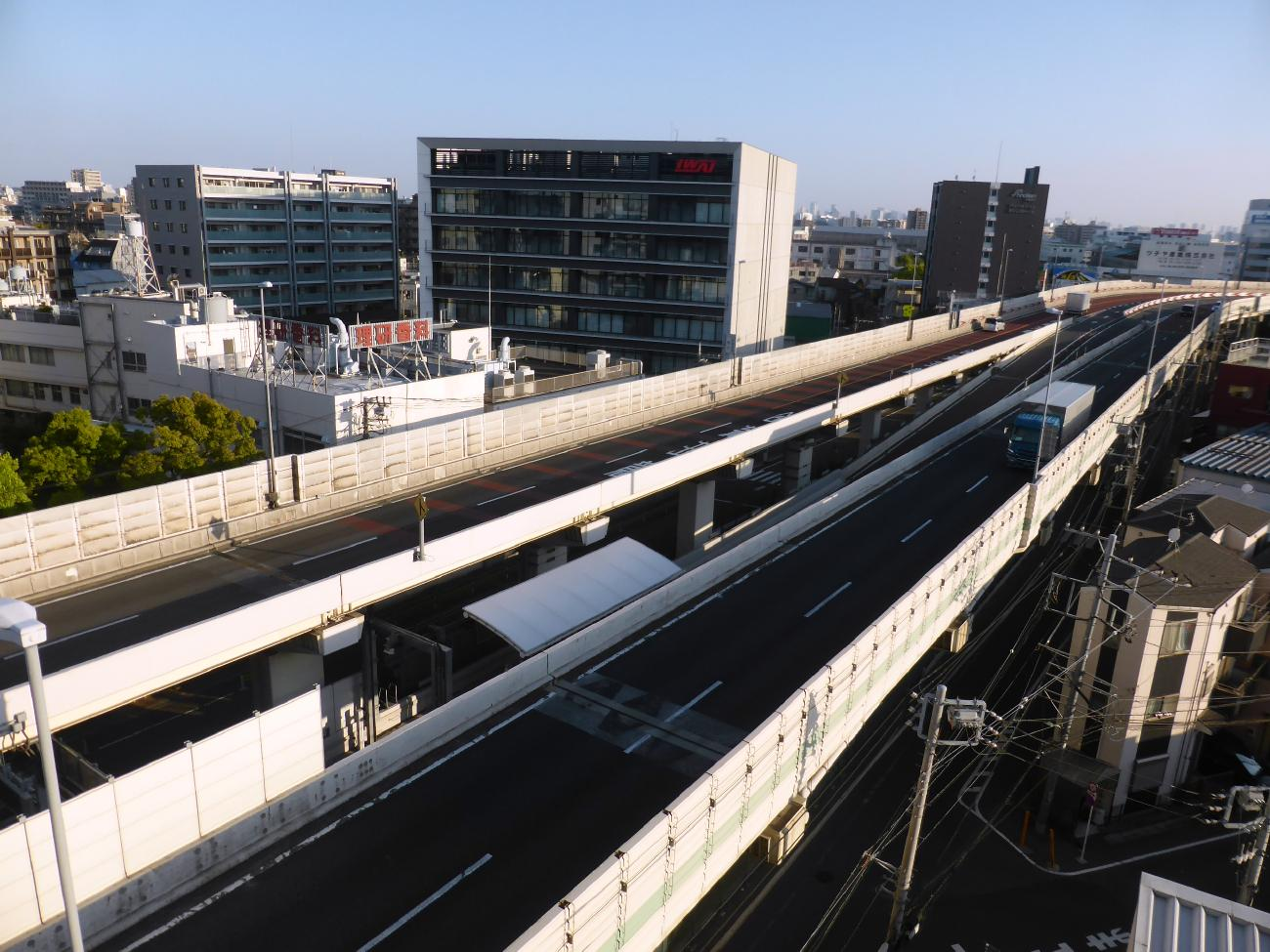
上から見た羽田出入口（109）

- 横浜方面

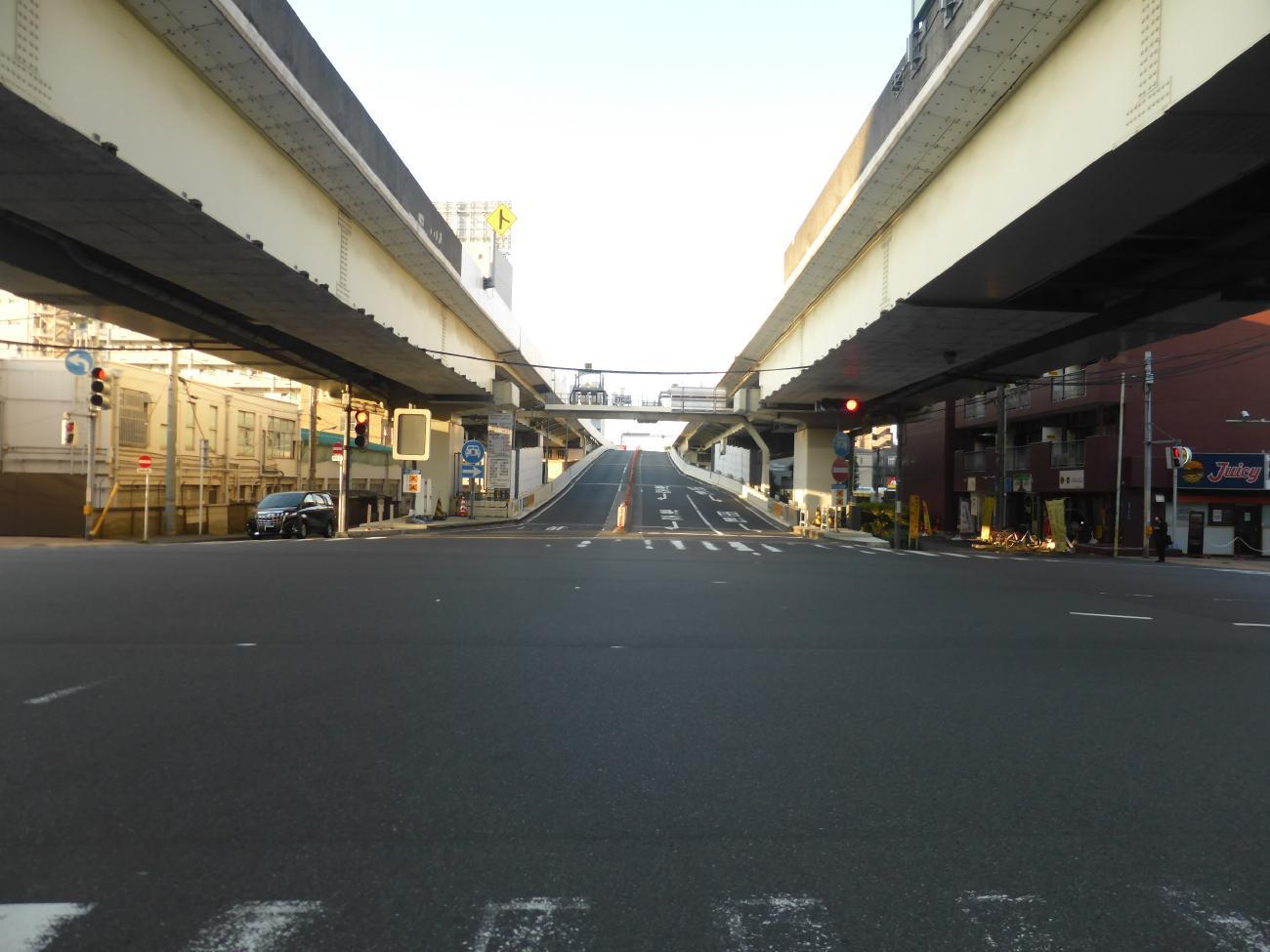
首都高速神奈川1号横羽線 羽田出入口全景
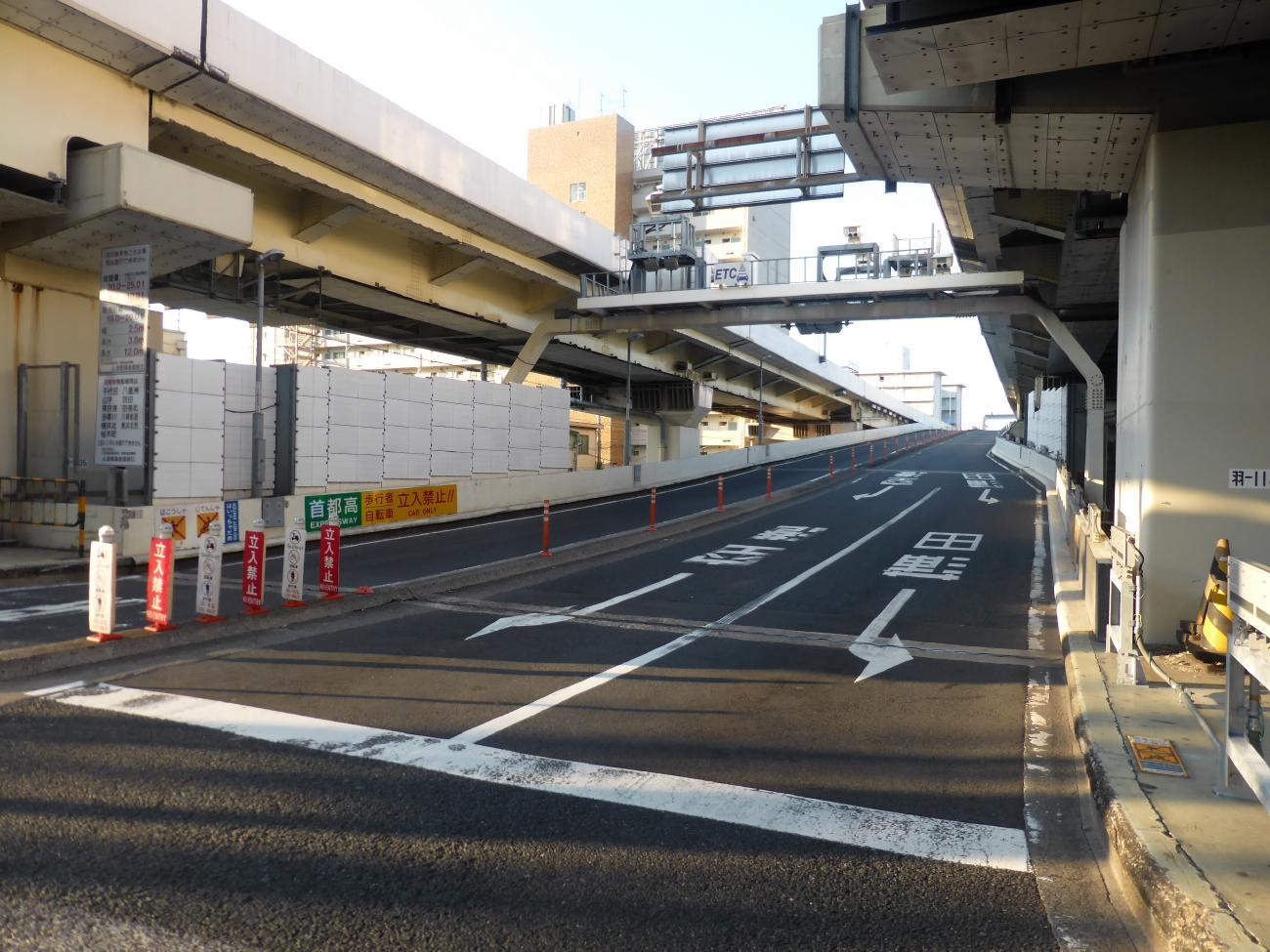
神奈川1号横羽線 羽田上り出口（150）
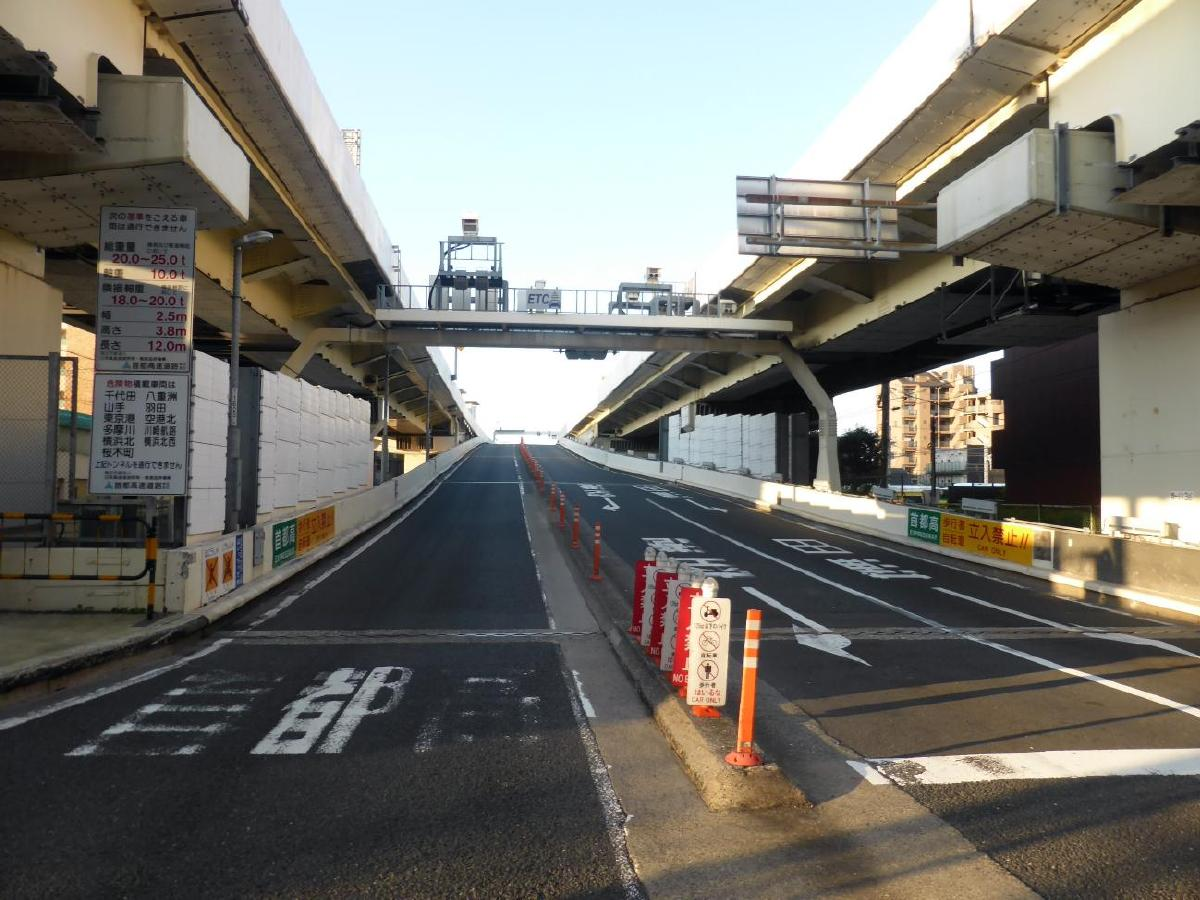
神奈川1号横羽線 羽田下り入口（150）
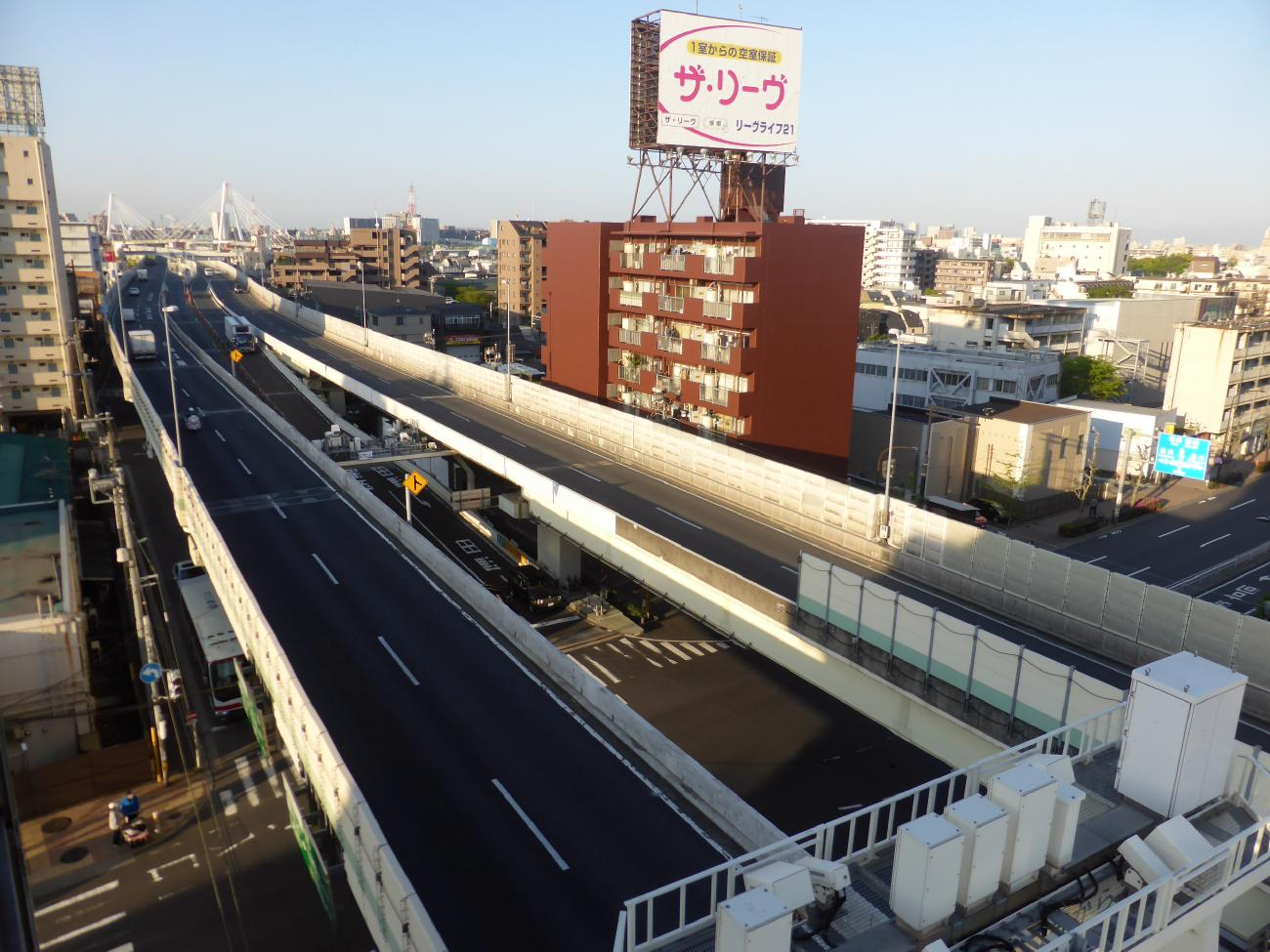
上から見た神奈川1号横羽線 羽田出入口

- 東京都道311号環状八号線

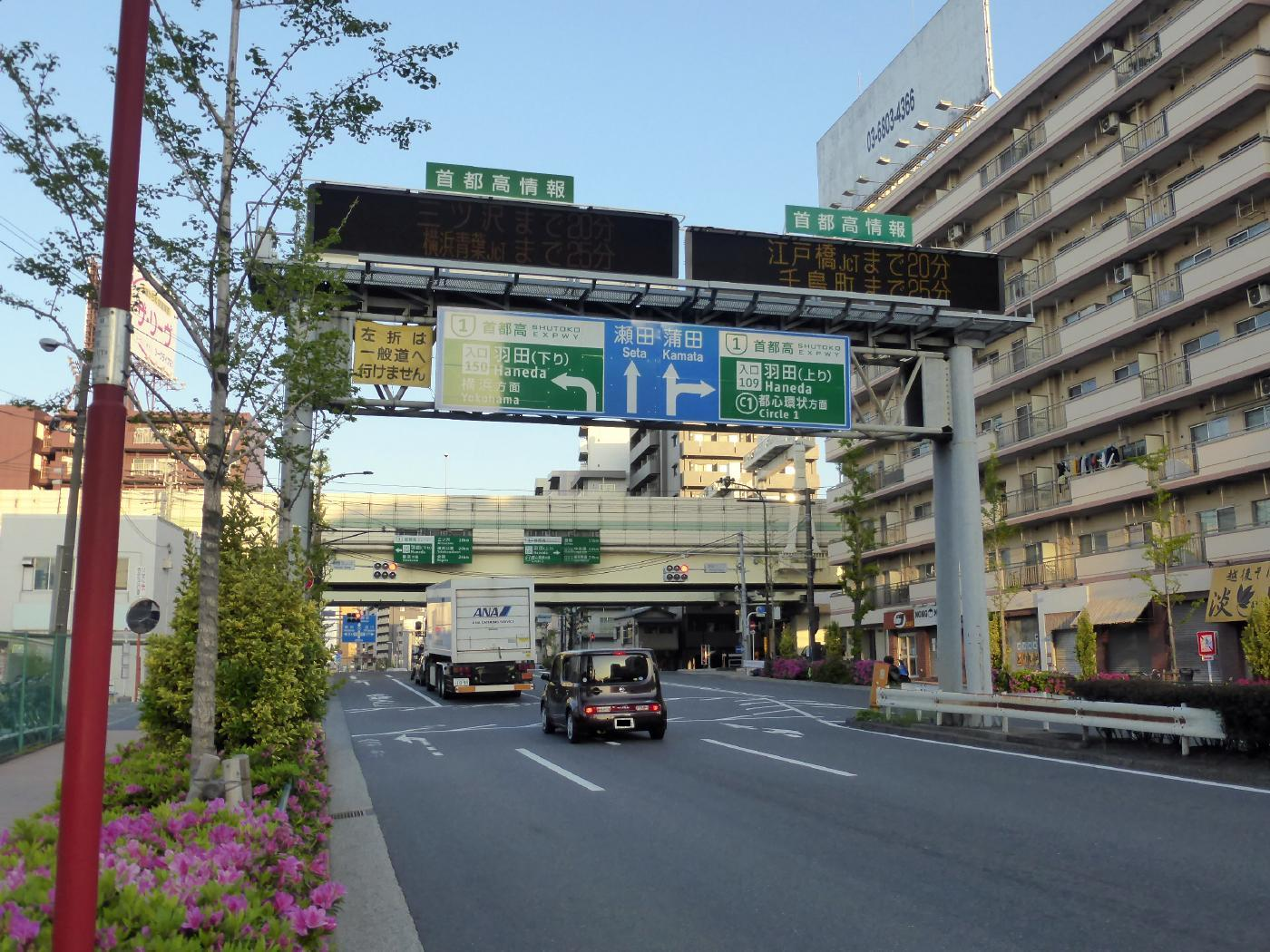
東京都道311号環状八号線から見た羽田ランプ
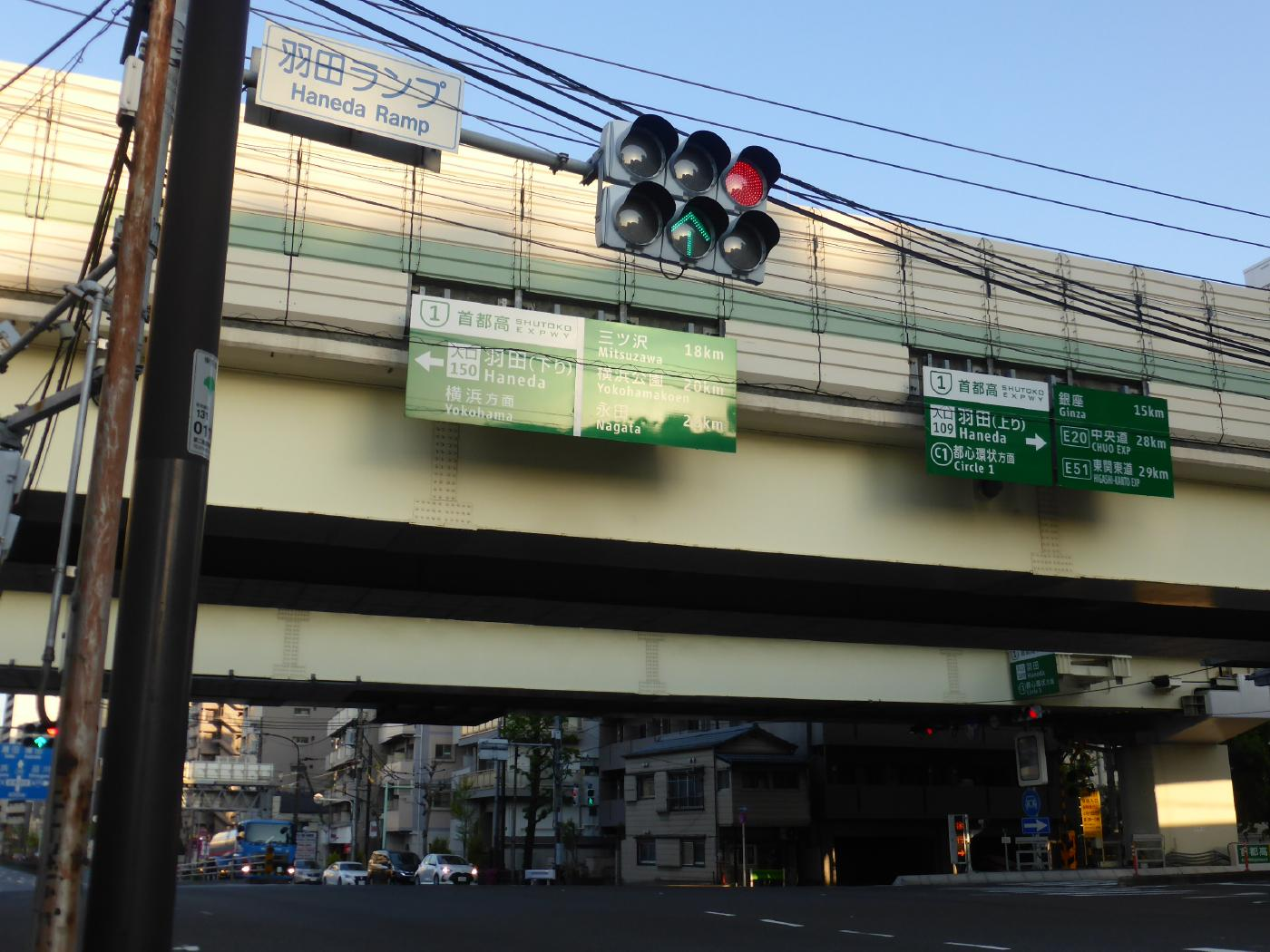
羽田ランプ交差点
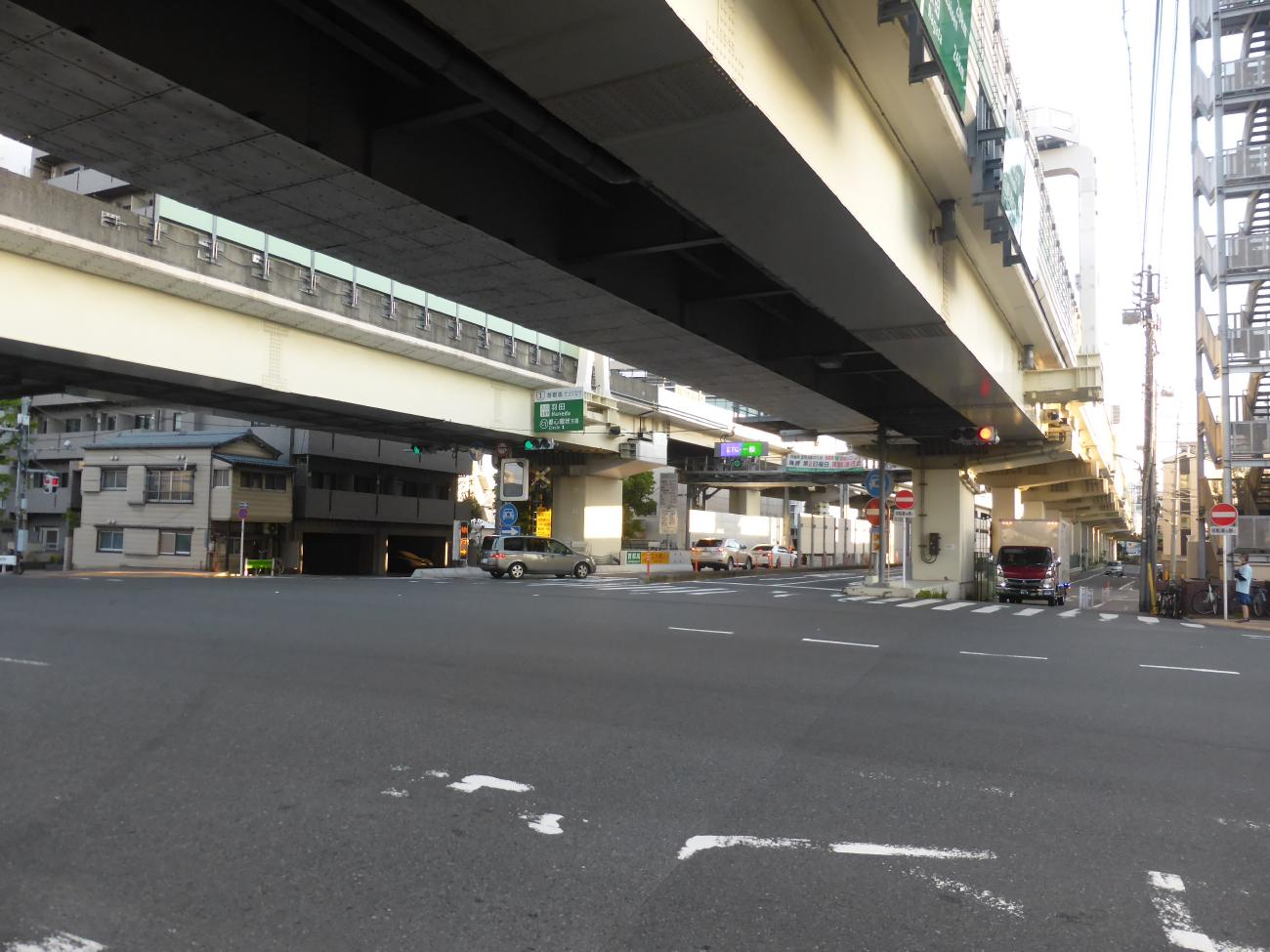
羽田ランプから見た羽田出入口

## 接続道路
- 東京都道311号環状八号線（環八通り）

## 周辺
- 穴守稲荷駅
- 穴守稲荷神社
- 東京国際空港（環八通り経由）
- レンタカー会社各社の店舗が集中している。

羽田空港に案内カウンターがあるが、ここでは自動車の受け渡しができないため、本出入口周辺の店舗まで送迎してもらうことになる。

## 備考
- 東京方面はこの先に水底トンネルの羽田トンネルがあり、危険物積載車両の通行が禁止されているため、当該車両はここで流出しなければならない。
- 東京方面の入口には、通行止めとなった場合に進入路から料金所の間に車両が滞留しないよう、鉄道の踏切と類似した遮断機が設置されている（鉄道用の踏切とは異なり、警報音の鳴動はない）[3]。
- 同入口は、毎月第2日曜日夜間に、ETC機器メンテナンスのため通行止めとなる。これは、料金所が1レーンのみの設置であり、メンテナンス中の通行を確保できないためで、同様の措置は3号渋谷線渋谷入口（下り）でも行われている。

## 隣
首都高速1号羽田線
(107)空港西出入口 - (109)羽田出入口
首都高速神奈川1号横羽線
(150)羽田出入口 - (151)大師出入口（東京方面出入口）

## 料金区境
2012年に首都高速の料金体系が距離別制へ移行するまでは当出入口が東京線と神奈川線の料金区境になっていた。距離制料金移行に伴い、前述の通り上り線入口に料金所を新設することで本線料金所を撤去、円滑な通行を可能とした。
なお、東京と神奈川の管理上の境界線は多摩川に架かる高速大師橋である。